# Loisieux
Loisieux ist eine französische Gemeinde mit 224 Einwohnern (Stand 1. Januar 2022) im Département Savoie in der Region Auvergne-Rhône-Alpes. Sie gehört zum Kanton Bugey savoyard im Arrondissement Chambéry und ist Mitglied im Gemeindeverband Yenne.

## Geographie

### Lage
Loisieux liegt auf 545 m, etwa 17 Kilometer nordwestlich der Präfektur Chambéry, 52 Kilometer nördlich der Stadt Grenoble und 41 Kilometer südwestlich der Stadt Annecy (Luftlinie). Das Dorf liegt am Westrand des Département Savoie, wenige Kilometer von der Rhone entfernt. Nachbargemeinden von Loisieux sind Traize im Norden, La Chapelle-Saint-Martin im Osten, Saint-Pierre-d’Alvey im Süden, Saint-Genix-les-Villages mit Saint-Maurice-de-Rotherens im Südwesten sowie Champagneux und La Balme im Westen.

### Topographie
Die Fläche des 9,33 km² großen Gemeindegebiets umfasst einen Abschnitt des südlichen französischen Jura auf einem breiten Geländesockel, der einige Kilometer östlich der Gemeinde zu einem bis auf etwa 1500 m aufragenden Höhenzug (Antiklinale) aufsteigt, dem Mont du Chat. Nach Westen hin steigt der Gemeindeboden sanft an bis zu einer Abbruchkante, die etwa 400 m tief zur Rhone abfällt. An dieser Abbruchkante, die gleichzeitig die westliche Gemeindegrenze bildet, erreicht die Gemeinde mit 860 m ihren höchsten Punkt. Bedingt durch seine hohe Lage wird das leicht hügelige Gemeindegebiet nur von kleinen Wasserläufen entwässert, die bedeutendsten sind der Merdaret und an der südlichen Gemeindegrenze der Ruisseau de la Polinière.

### Gemeindegliederung
Die Gemeinde ist eine Streusiedlung, bei der sich verschiedene Weiler und Gehöfte um die Dorfkirche gruppieren, darunter les Rubattiers, les Cottarels, les Roubins und le Murger auf Höhenlagen zwischen 480 m und 630 m. Im Süden der Gemeinde liegt außerdem Bressieux (615 m) auf einer Anhöhe.

## Geschichte
Die Pfarrei Loisieux wurde im 14. Jahrhundert erstmals erwähnt unter den Schreibweisen Leysieu und Loysieu. Die Ortschaft war im Mittelalter im Besitz der Herrschaft la Dragonnière bei Yenne.

## Sehenswürdigkeiten
Die Dorfkirche ist aus dem 19. Jahrhundert.

## Bevölkerung
| Jahr                       | 1962 | 1968 | 1975 | 1982 | 1990 | 1999 | 2006 | 2011 |
| Einwohner                  | 135  | 122  | 117  | 112  | 122  | 131  | 164  | 190  |
| Quellen: Cassini und INSEE |      |      |      |      |      |      |      |      |

Mit 224 Einwohnern (Stand 1. Januar 2022) gehört Loisieux zu den kleinen Gemeinden des Département Savoie. Nachdem die Einwohnerzahl in der ersten Hälfte des 20. Jahrhunderts rückläufig war (im 19. Jahrhundert wurden regelmäßig über 500 Einwohner gezählt), wurde in den letzten Jahren wieder eine leichte Bevölkerungszunahme verzeichnet. Die Ortsbewohner von Loisieux heißen auf Französisch Loiselan(e)s.

## Wirtschaft und Infrastruktur
Loisieux ist bis heute ein vorwiegend durch die Landwirtschaft geprägtes Dorf. Daneben gibt es einige Betriebe des lokalen Kleingewerbes. Mittlerweile hat sich das Dorf auch zu einer Wohngemeinde entwickelt. Viele Erwerbstätige sind Wegpendler, die in den größeren Ortschaften der Umgebung, vor allem im Raum Aix-les-Bains und Chambéry, ihrer Arbeit nachgehen.
Die Ortschaft liegt abseits jedweder Durchgangsstraßen und ist mittels Departementsstraßen von den Nachbargemeinden aus erreichbar. Anbindungen an die regionale und überregionale Infrastruktur bestehen über den etwa 25 km entfernten Großraum Chambéry mit seinem Flughafen, SNCF-Bahnhof und Anschlüssen an die Autobahnen A41 und A43.

## Persönlichkeiten
- Nizier Anthelme Philippe (1849–1905), bekannt als Monsieur Philippe oder Maître Philippe, Geistheiler